# Skala (Bewertung)
Für die Objektivierung einer abgestuften Bewertung oder Rangordnung von Einschätzungen, Ereignissen, Untersuchungsergebnissen, physikalischen Größen usw. ist deren Zuordnung zu Zahlen hilfreich. Für diese Quantifizierung ist eine Einteilung als Bezug oder eine Zuordnungsvorschrift erforderlich, die vielfach als Skala (von italienisch scala ‚Treppe, Leiter’, von lateinisch scala, zu scandere ‚steigen’) bezeichnet wird. Statt Zahlen können auch andere Zeichen verwendet werden, die einem Ordnungsschema genügen.

## Anwendung
Die Quantifizierung wird vorzugsweise in den Naturwissenschaften und der Technik dadurch vorgenommen, dass der Wert einer physikalischen Größe durch das Produkt aus Zahlenwert und Maßeinheit ausgedrückt wird. Alle Messwerte basieren auf einer Skala, die in diesem Zusammenhang auch als Größenwertskala bezeichnet wird. Die Skala wird durch die Maßeinheit festgelegt. Beginnend mit der internationalen Meterkonvention von 1875 sind viele regionale Einheiten durch Einheiten des SI-Einheitensystems (Système International d’Unités) international ersetzt worden. Diese Einheiten sind in Deutschland zusätzlich festgelegt durch das Einheiten- und Zeitgesetz und durch DIN-Norm. Daneben halten sich noch historische Skalen, z. B. bei  Druck- und  Temperaturskalen.
Neben der damit verbundenen linearen Zuordnung gibt es auch den logarithmischen Zusammenhang. Die Richterskala zur Beschreibung der Stärke eines Erdbebens leitet sich aus dem dekadischen Logarithmus der maximalen Auslenkung im Seismogramm ab (durch mathematische Definition unbegrenzt). Weitere Beispiele sind der Schalldruckpegel in der Akustik und der pH-Wert in der Chemie.
Auch in der Qualitätssicherung und Statistik wird eine Skala als „zweckmäßig geordneten Wertebereich eines Merkmals“ verwendet.

## Beispiele
Die große Bandbreite der Gebiete, in denen Skalen zu einer Bewertung verwendet werden, sollen diese Beispiele zeigen:
- Für Prüfungsergebnisse wird eine Notenskala festgelegt, indem bestimmten Leistungen eine Zahl zugeordnet wird. An deutschen Schulen 1 … 6, in der Schweiz 6 … 1.
- Für die Bewertung und Analyse von Wirtschaftsunternehmen, Banken und Staaten hinsichtlich ihrer Bonität gibt es Ratingskalen (beispielsweise 1 … 7[8] oder AAA … D[9]).
- Unter ISO 7730 findet man eine Bewertungsskala für die thermische Behaglichkeit (−3 … +3).
- Die Beaufortskala dient zur Klassifikation von Winden nach ihrer Geschwindigkeit (0 … 12).
- Die UIAA-Skala ist eine von vielen Bewertungsskalen für die Schwierigkeit beim Klettern (I … XII mit den Abstufungen "+" und "−").

## Abgrenzung
- Der Begriff Skala wird auch in Fällen angewendet, die nicht mit einer Bewertung zusammengebracht werden können, z. B. bei Farbskalen.
- Die Skala für die Ordnung eines Wertebereichs ist zu unterscheiden von dem Teil einer Anzeigeeinrichtung, der eine Folge von Zeichen und Ziffern trägt. Dieser Teil wird gemäß der Normung[10] als Skale bezeichnet.
- In anderen Gebieten wie der Statistik oder den Sozialwissenschaften wird der Begriff Skala auch im Zusammenhang mit der Darstellung von Häufigkeiten und statistischen Betrachtungen verwendet im Sinne solcher Skalen, wie sie unter Skalenniveau aufgeführt werden.
- Siehe auch Skala.